# 島嶼天光
《島嶼天光 Island's Sunrise》簡稱《島嶼天光》，是2014年時由臺灣搖滾樂團滅火器樂團與國立臺北藝術大學共同為太陽花學運創作的台語歌曲，天光是指天亮。其中由臺北藝術大學團隊吳達坤、陳敬元等人企劃，再邀請滅火器樂團創作歌曲後結合企劃團隊製作「紀實版」與動畫系同學製作「動畫版」兩版本MV，之後改編管弦樂版本。滅火器樂團還無償提供〈晚安臺灣〉和〈島嶼天光〉兩首歌的版權給支持太陽花學運的民眾非商業行為使用，〈島嶼天光〉也被廣泛視為太陽花學運的重要歌曲之一，因而遭到中国大陆官方封杀。這首歌在2014年12月30日由台灣索尼音樂娛樂發行單曲，並於翌年第26屆金曲獎獲得最佳年度歌曲殊榮。

## 創作

### 概念發想
2014年3月18日，因為《海峽兩岸服務貿易協議》的存查爭議促成學生發起佔領立法院議場的行動，隨後也有越來越多抗議學生以及民眾聚集在立法院附近。在抗議學生佔領立法院第一天滅火器樂團主唱楊大正就帶著吉他手鄭宇辰和貝斯手陳敬元前往立法院前靜坐，對此楊大正在接受採訪時便提到：「我希望大家對這些議題保持高度興趣，你可以不用急著站立場，但是他畢竟是這麼大的事情，所有人的事情。」而在立法院議場內外也經常播放同樣由滅火器樂團創作的〈晚安臺灣〉，其中〈晚安臺灣〉這首歌原本收錄於滅火器樂團的專輯《海上的人》之中，除了被視為近年來最受歡迎的獨立音樂曲目代表作品之一、也經常在許多社會運動場合播放。另外一方面，被視為佔領立法院重要人物之一的學生代表林飛帆也長期是滅火器樂團的歌迷。
隨著太陽花學運的規模擴大並且開始受到部分新聞媒體播放內容取向的影響，學生團體開始思考是否能夠藉由藝術來凝聚群眾力量。另外一方面滅火器樂團在參加太陽花學運期間也在思考如何盡自己最大力量幫助抗議行動，儘管曾經想過創作歌曲但是因為沒有自信而放棄這一念頭。之後國立臺北藝術大學的畢業學生陳敬元向在現場演唱的滅火器樂團主唱楊大正提議，希望能夠共同為這次學生運動創作專屬的歌曲。這項意見獲得滅火器樂團成員的同意，並且決定由滅火器樂團負責歌曲編曲與錄音等工作。而在3月23日主唱楊大正前往立法院為歌曲創作找尋靈感時，看見有關佔領行政院電視轉播的抗議群眾以及警方驅離行動的林飛帆向他表示：「我現在想到的是，我們需要一點溫柔的力量。」

### 歌曲製作
之後滅火器樂團主唱楊大正花費2天的時間寫出了〈島嶼天光〉一曲，又花費1天的時間錄製〈島嶼天光〉的音樂。其中他提到由於受到警方驅離佔領行政院的抗議群眾造成流血衝突的影響使得他難過到邊寫歌邊哭，並且表示：「12點多，警察開始鎮壓，我沒有看過這樣的情形，我也不敢想像，我的夥伴是在甚麼樣的恐懼之下。慢慢的天漸漸亮了，我想像著大家的心情，於是我就寫下了島嶼天光這首歌。」同時他也提到「因為鎮壓行政院那天太震撼，我們絕對不能輕易原諒這些事情」，加上「參加學運的期間，一直希望盡自己的最大力量為學運做件事，這首歌是我對於學運做過最有意義的事情」。而滅火器樂團在接受採訪時表示這首歌曲主要內容是在描述每個人不知何時所要負擔的責任越來越多，並且大家有自覺後開始聚集在這裡。儘管之後自己也不知道過了第幾天了，但是每個人在這次活動中都將會變成更為勇敢的人。
而在3月27日時滅火器樂團和參與創作的學生前往立法院議場和外圍示威現場教導歌唱，並且透過錄音和錄影器材錄下在場抗議學生與群眾們合唱的聲音與影像，對此滅火器樂團則表示「現場的人展現了一種勇氣，就是希望台灣越來越好的勇氣」。之後將這些素材交由國立臺北藝術大學電影及新媒體設計學院、動畫學系和美術學院的學生，分別製作成《島嶼天光－影像版》和《島嶼天光－動畫版》兩支音樂影片。其中在3月29日釋出的《島嶼天光－影像版》主要是用10幾天來的影像搭配文字訴求剪輯而成，而最後於3月30日才公布的《島嶼天光－動畫版》中則是以剪影和動畫搭配影片與照片的方式呈現，並且之後還以簡單的動畫來表達「勇敢的台灣人，一一站起來了」的意象。

## 發展

### 反黑箱服貿遊行

《島嶼天光－影像版》的畫面截圖。

由獨立媒體工作室（TWIMI）在3月27日教導歌唱後不久所提供的佔領立法院之議場學生大合唱影片，隨即獲得許多正面評價，並且在上傳1天後就吸引超過5萬人點閱。而在3月29日晚上9時，由國立臺北藝術大學學生製作的《島嶼天光－影像版》正式在立法院議場公布並且獲得場內學生支持；之後影片也被發表在「島嶼天光」的Facebook專頁以及滅火器樂團的粉絲頁上，並且在不到一天的時間其點閱率便達到4萬人次。而在同一天，滅火器樂團則在Facebook上公告表示〈島嶼天光〉和〈晚安臺灣〉其版權狀態允許免費提供給支持太陽花學運的人士做非商業行為的使用。
在3月30日下午3時，繼續佔領立法院議場的學生便開始集結並且為合唱〈島嶼天光〉進行準備，不過由於是台語流行音樂的緣故使得現場主持人以反覆唸歌詞的方式來讓參與學生記住發音，到了5時18分於議場內部的學生開始彩排以及錄影。其中在錄影前半段抗議學生高喊「因為有你們，不畏風雨的守護，讓我們才能繼續，堅定在這裡，情勢將我們分隔兩地，歌聲讓我們在一起」作為開頭，而在後半段則加入「70萬人上街頭，台灣民主新開頭，為了台灣民主，我們風雨同路！」作為結束口號，之後這段影像便送至凱達格蘭大道上以聲援現場的抗議群眾。
而330反服貿遊行期間，在舞台上除了演講外也陸陸續續教導現場群眾歌唱〈島嶼天光〉。到了晚上7時，被安排在表演壓軸的滅火器樂團則在凱達格蘭大道上帶領50萬名抗議群眾歌唱〈島嶼天光〉和〈晚安臺灣〉，同時許多民眾還自發性地拿出行動電話或者是手電筒照明和搖擺。對此，楊大正在談話節目《新聞挖挖哇》上表示：「我當時眼淚就掉下來了，感同身受這個大環境的現狀，每個人都好溫柔、好堅定。再來就是說，我沒有想過，自己的音樂有這種力量。」另外在同一天於日本東京都、京都市、福岡市以及美國紐約等地舉辦的聲援活動中，同樣也共同演唱了作為太陽花學運代表歌曲的〈島嶼天光〉。

### 後續使用
滅火器樂團之後在時間允許下仍然經常前往立法院現場支援，其中主唱楊大正表示：「當我發現音樂可以帶給大家力量和希望，覺得能夠做音樂是件很幸福的事。」其中在4月1日時儘管立法院外的抗議群眾一度因為雨勢而大幅減少，但在9時由於樂團主動帶領學生合唱〈島嶼天光〉而使得青島東路和鎮江街的抗議人數恢復先前規模。而這次表演也間接使得〈島嶼天光〉在YouTube的點閱率突破50萬，而陸軍第一特種兵權益促進總會理事巫清潭則表示他認為點閱率很快就會突破100萬，巫清潭並且提到臺灣人會一起唱著這首歌「去對抗不能原諒的人」。另外在3月31日的iTunes歌曲排行榜上，排行第一名和第二名者分別是滅火器樂團的〈島嶼天光〉與〈晚安臺灣〉。
而〈島嶼天光〉在參與太陽花學運的示威群眾中開始被當成太陽花學運的主題曲而廣泛地傳唱，甚至佔領立法院議場的學生還將歌曲作為早上必定播放的歌曲使用。也因為如此負責作詞與作曲的滅火器樂團因而獲得廣泛名聲，一些網友甚至稱呼其為「高雄之光」。而在4月5日下午時，〈島嶼天光〉的影片在YouTube上點閱率突破100萬人次。企畫團隊則表示將推出重新編曲和填詞的國際英文版〈Island's Sunrise〉來將示威群眾的訴求加以傳達，並且公開徵求室內弦樂團、編曲人才以及女性歌手。另外也有網友將〈島嶼天光〉改編爲管樂版本，並於4月10日下午5時至7時學生撤離立法院議場時公開演出。

## 曲目
| 曲目 | 歌名                 | 英文曲名                  | 演唱者     | 作詞   | 作曲   | 編曲   | 製作人 | 時長 | 來源          |
| 1    | 〈島嶼天光吉他版〉   | Acoustic Version          | 滅火器樂團 | 楊大正 | 楊大正 | 楊大正 | 楊大正 | 4:19 | [ 41 ] [ 42 ] |
| 2    | 〈島嶼天光搖滾版〉   | Original Version Re-mixed | 滅火器樂團 | 楊大正 | 楊大正 | 楊大正 | 楊大正 | 4:21 | [ 41 ] [ 42 ] |
| 3    | 〈島嶼天光管弦樂版〉 | Orchestral Version        | 滅火器樂團 | 楊大正 | 楊大正 | 楊大正 | 楊大正 | 4:42 | [ 41 ] [ 42 ] |

## 獎項
由於〈島嶼天光搖滾版〉深具歷史代表性和指標性，象徵社會運動民主意識的崛起，有其時代意義和影響力，因此獲第26屆金曲獎「最佳年度歌曲」提名並得獎肯定，滅火器樂團也隨即上台領獎及發表「天佑台灣，願台灣成為更好國家」得獎感言。林飛帆和黃國昌等人，及職棒Lamigo桃猿隊隨後都公開或私下向該樂團成員祝賀，五月天瑪莎則取笑楊大正在台上流下男兒淚是「娘炮」。不過該「最佳年度歌曲」頒獎段落遭到中國轉播的腾讯视频直接跳過未播出。
| 年份   | 金曲獎       | 獎項               | 入圍者 | 結果 |
| ------ | ------------ | ------------------ | ------ | ---- |
| 2015   |              |                    |        |      |
| 第26屆 | 最佳年度歌曲 | 〈島嶼天光搖滾版〉 | 獲獎   |      |

## 外部連結
- 島嶼天光 island's sunrise （页面存档备份，存于） （繁體中文）
- 〈島嶼天光〉（Island's Sunrise） 太陽花學運 創作歌曲 （页面存档备份，存于） （繁體中文）
- 〈島嶼天光〉（Island's Sunrise） 太陽花學運 動畫版 （页面存档备份，存于） （繁體中文）
- 【島嶼天光】議院內夥伴 風雨同路大合唱 （页面存档备份，存于） （繁體中文）
- 「ISLAND'S SUNRISE 」Official Release 「島嶼天光國際英文」官方版 （页面存档备份，存于） （繁體中文）